# Aikibudo
O Aikibudo é uma arte marcial tradicional de origem japonesa essencialmente baseada em técnicas de defesa. Está muito próxima do aikido, e herdou os mesmos ensinamentos das practicas marciais dos samurais. Não pode ser descrita como uma evolução do aikido, muito mais conhecido, mas como uma outra forma de ensinar a arte de um mesmo fundador, Morihei Ueshiba.
Uma outra variação ou vertente do Aikibudo é o Aikibudo Jujutsu estudado em outros paises fora do Japão e principalmente na América do Sul, reunindo técnicas de socos, chutes, torçoes, chaves de braço, projeções, técnicas no solo, Kata, Kihon, manuseio de armas diversas e com um foco principal na defesa pessoal.
O Aikibudo Jujutsu possui em seu sistema marcial, técnicas oriundas do Jujutsu, uma arte arte marcial de origem Samurai e por isso sua técnicas são repletas de torções e golpes extremamente eficazes em combate.
O trabalho do Aikibudo Jujutsu se consiste em desenvolver no aluno habilidades de autodefesa enraizados na sua forte estrutura de estímulo e resposta imediata frente a uma agressão, analisando a movimentação natural do corpo, raciocínio lógico, equilíbrio, estabilidade, geração de força, coordenação motora, foco, direcionamento, velocidade, distancia, noções de tempo e reação, posicionamento, defesas, ataques, esquivas, estudo dos principais pontos vitais do corpo, fatores de risco, técnicas de curto e longo alcance, antecipação de ataque, defesa contra mais de um agressor, técnicas de solo, chaves de braço, imobilizações, estrangulamentos, mudança de direção, análise de resposta e acima de tudo o forte enriquecimento da defesa pessoal como um método realmente eficaz. 

## História
No Japão medieval, muitos eram os guerreiros peritos no manuseamento de armas (sabre, arco, lança…) mas, no entanto, a classe dirigente (ou seja, os chefes de clãs chamados Daimyo) devia possuir técnicas sofisticadas e secretas que lhes permitiam fazer face a todas as situações.
Depois do século X, codificou-se a tradição marcial japonesa: o guerreiro Bushido. Esta tradição atribui a criação do Daito Ryu a Minamoto Yoshimitsu, que foi um grande senhor da guerra, campeão de Sumo, poeta e músico. Ele é conhecido como o primeiro, no Japão, a ter estudado, nos corpos dos soldados mortos em combate, o efeito dos golpes, das feridas e das chaves, com o objectivo de aprimorar as suas próprias técnicas.
No final da vida, foi nomeado governador da província de Kai. Foi aí que um dos seus descendentes fundou a célebre linha dos Takeda. O mais célebre de todos foi Takeda Shingen, imortalizado pelo filme Kagemusha. O clã Takeda desenvolveu profundamente as técnicas de defesa, algumas das quais eram, secretamente, guardadas por razões de estratégia.
No final do século XIX, terminados os combates fratricidas entre clãs, chegou ao fim o tempo dos samurais armados. O senhor Saigo Tanomo decidiu, então, autorizar o ensino das suas técnicas, um verdadeiro tesouro marcial e cultural, a algumas pessoas fora do seu clã.
Em 1898, Takeda Sokaku formalizou toda a herança marcial que havia recebido de Saigo Tanomo sob o nome de Daito Ryu Aiki Jujutsu e assegurou a sua reputação, através da sua imensa competência. Foi numa ilha do norte do Japão, Hokkaido, que fundou a sua escola.
De 1920 a 1931, o grande Mestre Takeda Sokaku transmitiu ao seu discípulo, Ueshiba Moritaka, hoje notoriamente conhecido como Mestre Ueshiba Morihei, os conhecimentos básicos e as técnicas de Daito Ryu Aiki Jujutsu.	
Por seu lado, o Mestre Ueshiba transmitiu os seus conhecimentos, já mais desenvolvidos, a alunos que se tornaram, também, eles, mestres prodigiosos e garantes duma longa tradição, entre os quais: Mochizuki Minoru. 
Em 1951, o Mestre Mochizuki Minoru foi enviado à Europa, numa missão oficial, de carácter cultural. Durante dois anos deu a conhecer a arte do seu mestre, segundo a sua própria experiência marcial, sob o nome de Aikido-Jujutsu. No seu regresso ao Japão, formou um jovem judoca francês, Jim Alcheik, no seu dojo, Yoseikan, que significa "Casa da educação e da integridade". 	
Em 1957, Jim Alcheik, regressado do Japão, representou, oficialmente, na Europa, o Aikido Jujutsu, do Yoseikan, e criou a Federação Francesa de Aikido-Taijutsu e Kendo. Alain Floquet torna-se um dos seus assistentes. Em 1962, Jim Alcheik faleceu, tragicamente.
Para assegurar o futuro do Aikido-Jujutsu, em França, Alain Floquet, que já era o mais novo 2º dan francês, entrou em contacto com o Mestre Mochizuki e este enviou a Paris o seu filho Hiroo, para dar continuidade ao desenvolvimento desta arte, numa colaboração com Alain Floquet.
Em 1966, Alain Floquet foi nomeado Director Técnico da escola de Aikido-Yoseikan, em França. Em 1973, fundou o C.E.R. A (Centro de Estudos e Pesquisas de Aikibudo). Em 1978, o Mestre Mochizuki Minoru atribuiu-lhe a graduação de 7º dan e o título de Kyoshi, reconhecendo, assim, todo o seu empenho.	
Em 1980, o Mestre Floquet decidiu designar a sua prática, o seu estilo e a sua arte como Aikibudo, de pleno acordo com o Mestre Mochizuki Minoru. Simultaneamente, reatou relações com a escola-mãe e o herdeiro do Daito Ryu Aiki Jujutsu, Takeda Tokimune, filho do grande Mestre Takeda Sokaku, que lhe confiou a missão de o representar. Assim, pôde integrar os conceitos originais do Aiki Jujutsu no seu ensino de Aikibudo, juntamente, com os da escola de armas Katori Shinto-Ryu.
Em 1983, o Aikibudo uniu-se ao Aikido a fim de fundar, como co-disciplina, a Federação Francesa de Aikido, Aikibudo e Afiliadas (F.F.A.A.A.). Desde então, sob a orientação do Mestre Alain Floquet, esta arte desenvolve-se pelo mundo inteiro, contraindo cada vez mais adeptos. Bem enraizado nas escolas tradicionais do património marcial japonês, o Aikibudo ultrapassa os limites da prática, puramente, técnica.
Em Janeiro de 1999, o Mestre Carlos Costa conhece o Mestre Alain Floquet, num estágio internacional em Portugal, durante o qual surgiu uma proposta para o desenvolvimento da arte do Aikibudo em Portugal, visto que, até ao momento, não existia nada do género no nosso país.	
Em Agosto desse mesmo ano, o Mestre Carlos Costa deslocou-se a França com a finalidade de ser graduado e reconhecido pela Federação Internacional de Aikibudo; essa graduação teve lugar num estágio internacional ministrado pelo Mestre Floquet e na bagagem veio, também, o apoio da Federação Internacional ao desenvolvimento da arte no nosso país, na condição de existir uma Federação Portuguesa de Aikibudo. Desde essa data, foram estudadas as várias formas de fundar a Federação Portuguesa de Aikibudo que surge finalmente em 2001 com o nome de Federação Portuguesa de Aikibudo e Afiliadas.
As duas Associações que foram, também, criadas, em conjunto com a Federação, são o Centro Português de Aikibudo, responsável pelo desenvolvimento da arte em Portugal, e o Centro Português de Kobudo-Katori Shinto-Ryu, que é responsável pela componente de armas do Aikibudo; por último, a Associação Nacional de Karate Shotokan, como disciplina afiliada.
No Brasil, o aprimoramento, desenvolvimento e evolução do Aikibudo Jujutsu se deu através de Bill Melo Sensei , através da Associação Nenriki Dojo, que adotou em seu sistema marcial diversas técnicas de Budo, enobrecendo esta aarte marcial e a definindo com unica.
Bill Melo Sensei possui um histórico marcial, composto dos mais variados títulos nacionais e internacionais; recebeu treinamento e formação tradicional japonesa, sendo reconhecido por diversas Organizações e Mestres renomados no país como um verdadeiro pilar das Artes Marciais.
Em 2015 recebeu o título internacional de Shihan - Faixa Preta 08 Dan em Aikibudo Jujutsu pela Unión Internacional de Artes Marciales de América.
Hoje, Bill Melo é considerado por muitos artistas marciais, como um dos maiores nomes em  Aikibudo Jujutsu na América do Sul, uma das maiores autoridades de ensino já existente e reconhecido em diversos países do mundo por sua habilidade técnica e profundo conhecimento marcial. 
Graças ao trabalho objetivo e incansável da sua Escola,  o Aikibudo Jujutsu vem crescendo a cada dia e conseguindo manter sua forma respeitável, responsável, integra e extremamente forte, enraizados nas tradições japonesas.
Apesar de Bill Melo - Shihan, não se considerar um Soke em Aikibudo Jujutsu, o fato é que este Mestre das Artes Marciais na América do Sul, desenvolveu um sistema bastante estruturado de Budo e que ao longo dos seus 28 anos de conhecimento marcial acabou por fim dando origem e tradição ao Aikibudo Jujutsu de uma forma impar.

## Descrição
O termo aikibudo é composto de quatro kanji significando, aproximadamente:
- 合 Ai : Hamonização
- 気 Ki : Sopro, energia
- 気 Bu : Guerra
- 道 Do : Via

Aikibudo pode então traduzir-se por «a via da harmonia para a prática da guerra»
Como no aikido, o essencial da practica consiste em técnicas de defesa de mãos nuas, contra adversários armados ou não, ou contra todo o tipo de agarros. No aikibudo, utilizam-se variantes mais antigas nas suas técnicas, assim como técnicas de outras escolas, como por exemplo as variantes dos sutemi waza, bem conhecidos dos judocas.
Também são estudadas algumas armas, o bokken (sabre de madeira para treino), o tanto (faca de madeira), o bo (bastão longo). O praticante poderá, igualmente, dentro da categoria do seu estudo, interessar-se por outras armas tradicionais, como o tonfa ou a naginata (alabarda). A practica das armas é pertença do kobudo.

## A filosofia da prática
O assaltante e o defensor são chamados "parceiros" e não "adversários". Eles mudam regularmente os seus papeis, que são determinados antecipadamente. Cada um deles deve atacar e defender à vez, para treinar bem as técnicas. Não se trata, então, de um confronto própriamente dito. Não há vencedor nem vencido. Uma das consequências é que não há competição nesta arte marcial.

## As graduações
De uma maneira geral (ainda que em certos clubes sejam atribuídos cintos de cores consoante o grau de aprendizagem), os aikibudocas usam um cinto (obi) branco ou negro.
O equivalente à mudança de cor do cinto é a passagem de grau (kyu), decidida peo mestre através de um exame feito no seio do clube. O principiante, de cinto branco, passa sucessivamente por 6 kyu, do 6º ao 1º, que corresponde ao cinto castanho nas outras disciplinas. Em continuação a esta progressão, o practicante prepara o grau de 1º dan, para a obtenção de autorização do uso do cinto negro e do hakama. Os graus dan são atribuídos por um júri da federação após exame. Os praticantes com cinto negro são chamados yudansha.
As graduações de faixa no Aikibudo Jujutsu são:
Branca, amarela, laranja, azul, verde, roxa, marrom e preta para os graus de Dan.

## Hiperligações

### Internas
- Artes marciais
- Aikido

### Externas
- Site internacional do Aikibudo
- Federação Portuguesa de Aikibudo e Afiliadas
- Site oficial do Aikibudo França
- Association d'Aïkibudo et de Kobudo du Quebec
- Aikibudo Jujutsu - Defesa Pessoal - Bill Sensei